# 赵洋
赵洋（1992年12月3日—）是一名中國男子自由式滑雪運動員，主攻雪上技巧項目。

## 生平
赵洋来自于内蒙古自治区牙克石市。2009年，由高山滑雪运动转攻自由式滑雪的雪上技巧项目，此后代表国家参加2011年亚洲冬季运动会男子雪上技巧比赛，获得第六名。2016年，在中华人民共和国第十三届冬季运动会上夺得自由式滑雪雪上技巧赛铜牌。

## 外部連結
- 赵洋的新浪微博